# Johan Zoudenbalch

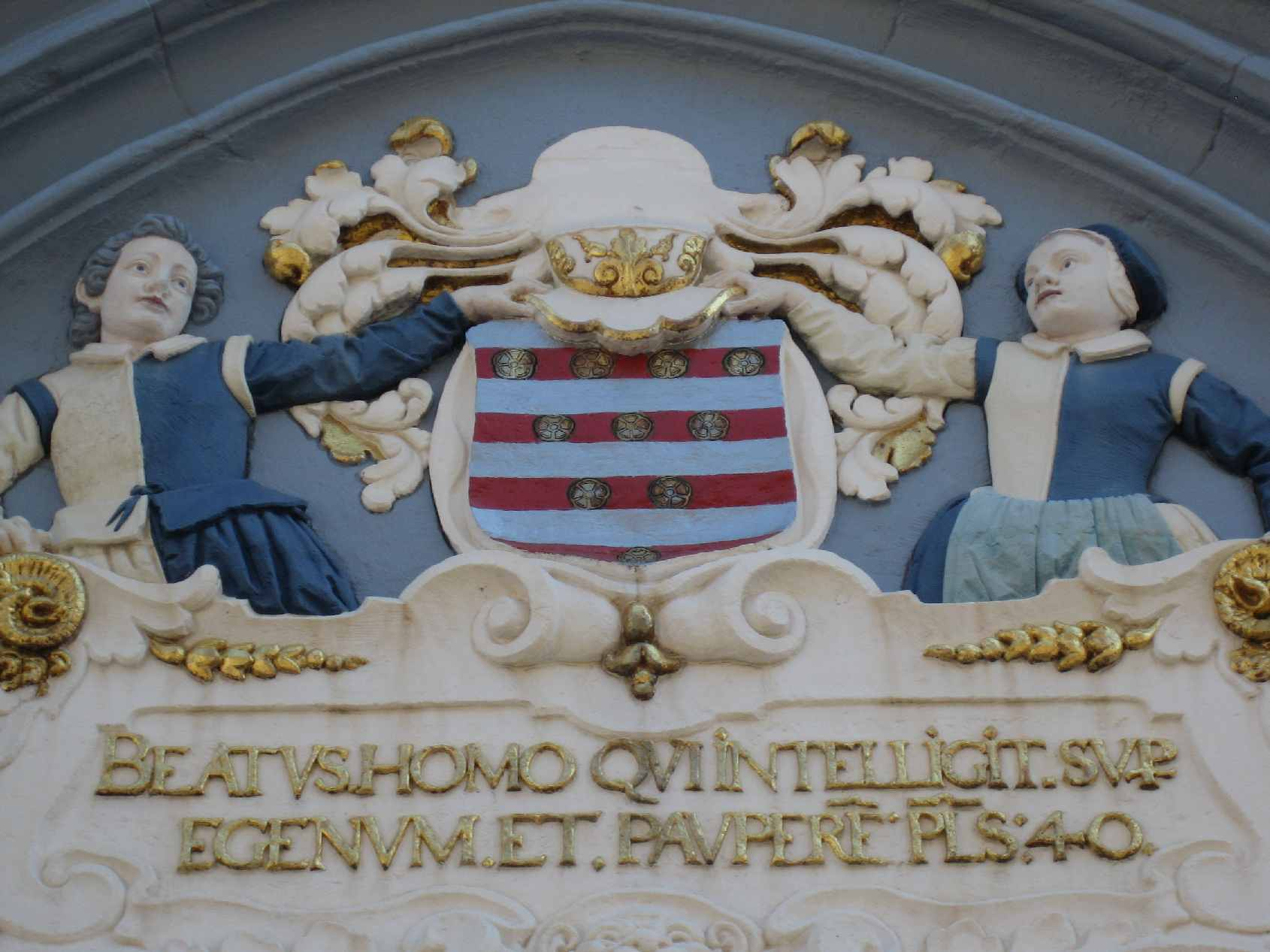
Familiewapen Zoudenbalch

Johan Zoudenbalch (1503 - Utrecht, 12 december 1558) was een ridder uit het geslacht Zoudenbalch.
Zoudenbalch was een zoon van Evert II Gerardszn Zoudenbalch en Maria van Brienen. In 1555 werd hij ambachtsheer van Urk en Emmeloord en van de Weerd bij Utrecht.

## Huwelijk en kinderen
Hij trouwde op 16 oktober 1536 met Johanna Rutgersdr van den Boetzelaer tot Asperen, ook Anna en Janna genoemd (ca. 1508 - 4 juni 1586). Zij was een dochter van Rutger van den Boetzelaer (ca 1472 - 24 september 1545) en Bertha van Arkel van Heukelom (ca. 1480 - 15 oktober 1558). Uit zijn huwelijk werden de volgende kinderen geboren:
Uit dit huwelijk:
- Elisabeth IV Zoudenbalch (1 augustus 1537 - Utrecht, 5 januari 1602). Zij werd gedoopt op 6 augustus 1537 te Utrecht. Zij trouwde op 27 juli 1563 te Utrecht met Johan van Abcoude van Meerten 1 december 1529 - ca. 1598). Hij was een zoon van Johan van Abcoude van Meerten en Angenita van Oostrum.
- Walravina Zoudenbalch (1538-1616). Zij was van 1601 tot 1616 vrouwe van Urk en Emmeloord. Zij trouwde met Johan Ruijsch van Pijlsweert (ca. 1535-1615) ridder en heer van Pijlsweerd. Hij was een zoon van Hendrik Ruijsch van Pijlsweert en Maria Dirksdr van Moutwijk.
- Evert IV Zoudenbalch (18 mei 1540 - 20 april 1567. Hij was van 1558 tot 1567 heer van Urk en Emmeloord en werd in 1559 ambachtsheer van de Weerd bij Utrecht. Evert was ongehuwd maar had wel kinderen.
- Gerrit XVI Zoudenbalch (5 november 1541 - 20 april 1599), begraven op 31 mei 1599 in de Mariakerk te Utrecht. Hij was van 1567 tot 1599 heer van Urk en Emmeloord, in 1568 dijckgraaf Leckdijck Bovendams en in 1576 schepen van Utrecht. Hij trouwde ca. 1569 met Barbara van Abcoude ook wel genaamd Barbara van Essenstein (voor 1549 - 1614). Zij was een dochter van Anton van Abcoude van Meerten heer van Abcoude, Meerten en Essenstein en van Anna Lalaing. Van 1601 tot 1614 was zij vrouwe van Urk en Emmeloord.
- Josina Zoudenbalch (15 april 1543 - 3 augustus 1623) jonkvrouw. Zij werd gedoopt op 15 april 1543, doopgetuigen waren Haesgen van Baarn van Schonauwen en Elisabeth/Lijsbeth van Baern van Schonauwen. Zij trouwde (1) voor 1579 te Zwolle met Bitter II van der Marssche jonker, van 1571 tot 1587 kameraar te Zwolle, scheidman, schepen en burgemeester van Zwolle van 1555 tot 1587. Hij was een zoon van Johan I van der Marssche en Aleid van Schroeiensteijn. Zij trouwde (2) in 1589 te Zwolle met Johan Kockman (voor 1569 - voor 1623) burgemeester van Zwolle en drost van Leerdam. Hij was een zoon van Hendrik Kockman en Geertruid Weyse. Josina Zoudenbalch is begraven in de Domkerk in Utrecht.
- Rutgera Zoudenbalch (23 oktober 1549 - 14 september 1589. Zij trouwde in 1585 met Hendrick van Holthe (-1598).
- Mechteld II Zoudenbalch (begraven in het Agnietenklooster te Utrecht). Zij trouwde met Dirk Gerrits van Honscamp van Arnhem (-1538) slotvoogd van het Hof van Utrecht.